# Lac Grouse (Alaska)
Le Grouse Lake (ou lac Grouse) est un petit lac d'origine glaciaire situé sur la péninsule de Kenai dans l'État américain de l'Alaska, à environ 10 km au nord de Seward. Le nom apparaît pour la première fois dans un document de l'United States Geological Survey de 1906 rapporté (à partir d'un nom local) par le cartographe Moffit.
La truite Salvelinus malma peut être pêchée dans ce lac. La pêche sur glace est possible de décembre à avril.

## Liens
- Ressource relative à la géographie :   - Geographic Names Information System

## Lectures complémentaires
- Scott Haugen, Flyfisher's Guide to Alaska, Wilderness Adventures Press, 2006, 65 p. (ISBN 1-932098-02-X)